# Peter Paul Rubens
Peter Paul Rubens, anche noto in Italia come Pietro Paolo Rubens (Siegen, 28 giugno 1577 – Anversa, 30 maggio 1640), è stato un pittore fiammingo.

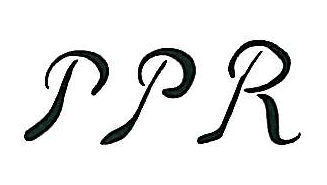
Firma di Rubens

La sua opera, secondo Giuliano Briganti, «può considerarsi l'archetipo del "barocco"»; per Luigi Mallé, ha aperto la via al tumultuante barocco europeo, nordico e francese in particolar modo.

## Biografia

### Infanzia
Rubens nacque a Siegen, in Vestfalia, Germania, il 28 giugno 1577 da Jan Rubens, avvocato fiammingo calvinista, e da Maria Pypelynckx. Trascorse l'infanzia a Colonia, dove il padre si rifugiò con la famiglia per sfuggire alla persecuzione spagnola contro i protestanti.
In seguito, nel 1589, si trasferì ad Anversa, dove ricevette un'educazione umanistica grazie allo studio del latino e della letteratura classica e si convertì al cattolicesimo.
Alla età di quattordici anni, incominciò il suo apprendistato artistico con Tobias Verhaecht (1561-1631).

### Formazione

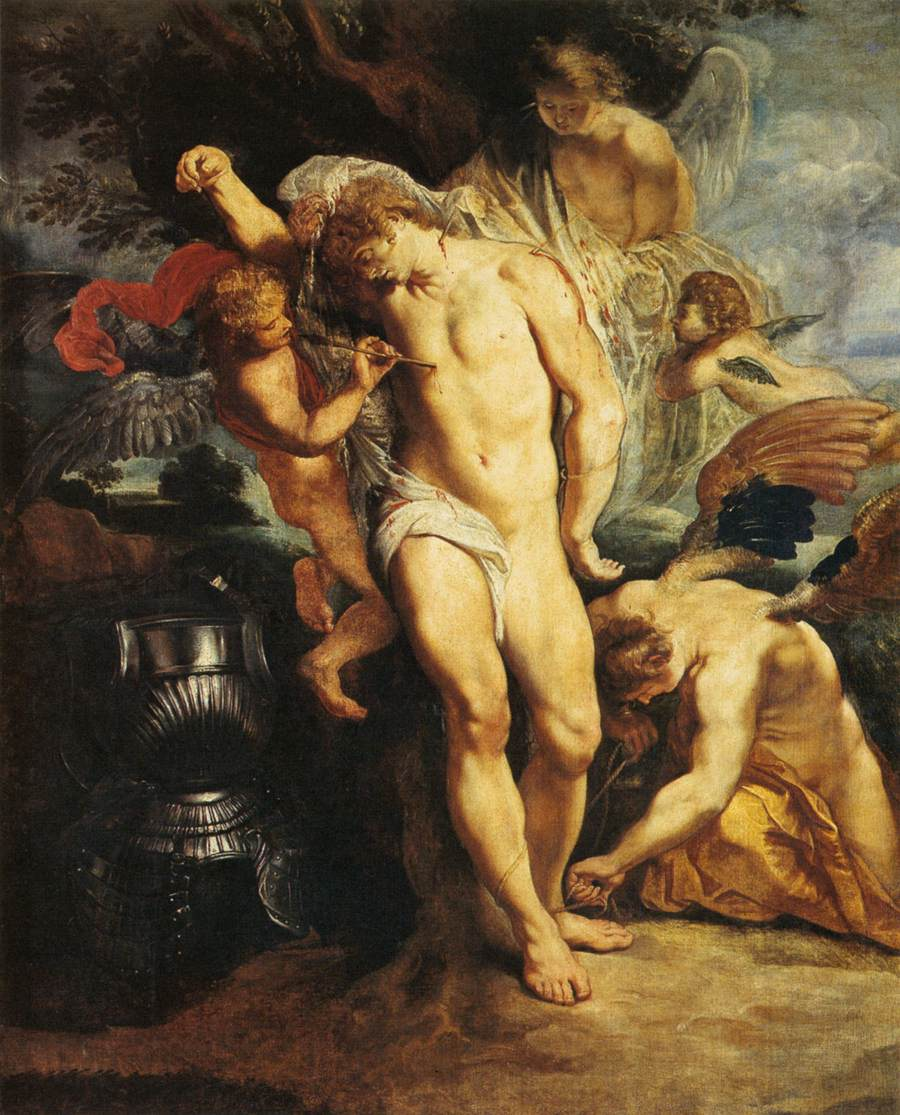
San Sebastiano curato dagli angeli (1601-1602)

Sappiamo che nel 1596 Rubens eseguì alcuni dipinti, tra cui un perduto Parnaso insieme al maestro Otto van Veen (1558-1629) e Jan Brueghel il Vecchio. Di questo primo periodo sono sia il Peccato originale, conservato al Rubenshuis di Anversa, in cui i personaggi sono resi con proporzioni classicheggianti, sia la Battaglia delle amazzoni, della Bildergalerie di Potsdam, ove le piccole figure sono inserite in un paesaggio realizzato da Jan Brueghel, secondo la tradizione anversana della divisione dei compiti nei paesaggi con figure. Nel 1598 venne iscritto come maestro alla corporazione dei pittori della gilda cittadina.

### Rubens in Italia

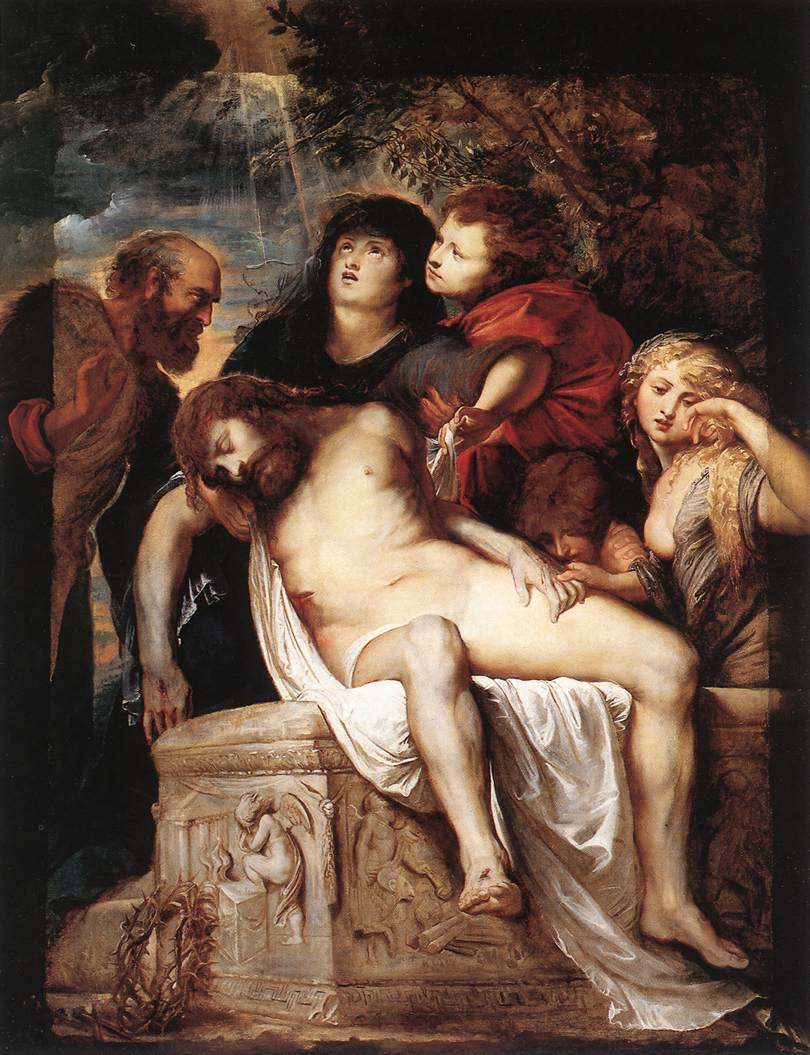
Compianto sul corpo di Cristo deposto o Sepoltura Borghese, 1605/1606, Roma, Galleria Borghese

Nel maggio del 1600 partì per l'Italia dove rimase per i successivi otto anni, facendo tappa prima a Venezia dove studiò Tiziano, Veronese e Tintoretto, poi, entrato in contatto con Vincenzo I Gonzaga duca di Mantova, il giovane pittore accettò l'incarico di pittore di corte, conservando tale carica fino alla fine del suo soggiorno italiano e arricchendo così ulteriormente la sua cultura figurativa con lo studio delle opere della ricca collezione ducale e la realizzazione di copie di diversi dipinti famosi.
Nel 1601 venne inviato dal duca a Roma per copiare alcuni quadri. In questo soggiorno romano ebbe modo di ampliare ulteriormente i suoi orizzonti figurativi, grazie alla copia di modelli di Michelangelo e Raffaello, allo studio dell'antico, ma guardando anche alla coeva produzione artistica del Carracci, di Caravaggio e di Federico Barocci. Entro il 1602 realizzò per la cappella di Sant'Elena nella basilica di Santa Croce in Gerusalemme il Trionfo di sant'Elena, l'Incoronazione di spine e l'Innalzamento della croce. Di questo stesso periodo, in cui entrò in contatto con la cerchia del cardinale Scipione Borghese, sono anche il Compianto sul corpo di Cristo, ora conservato alla Galleria Borghese, e il Martirio di san Sebastiano di Palazzo Corsini.
Nel 1603 fu in missione per il duca di Mantova presso il re di Spagna. Rientrato nella città lombarda all'inizio del 1604, vi rimase fino al 1605. L'anno successivo, durante un breve soggiorno genovese, dipinse il Ritratto di Brigida Spinola Doria, ora conservato alla National Gallery of Art di Washington e la Circoncisione per l'altare della chiesa dei gesuiti, ancora in loco, che ebbero una grande influenza nell'evoluzione del barocco genovese. Raggiunto a Roma il fratello Philipp, ricevette la commissione per la decorazione dell'abside di Santa Maria in Vallicella, opera ora al Museo di Grenoble che, terminata alla fine del 1607, riunisce in un unico dipinto la Madonna e cinque santi. Ma quando Rubens si accorse che la posizione del dipinto sull'altare attirava una luce eccessiva rendendolo poco leggibile, decise di ritirarlo e di sostituirlo, nel 1608, con tre dipinti realizzati su un supporto di ardesia, materiale più adatto alle condizioni luminose della chiesa: la Madonna della Vallicella, i Santi Gregorio, Papia e Mauro e i Santi Domitilla, Nereo e Achilleo. La tavola centrale, dall'intenso dinamismo, con una composizione che sembra dilatarsi verso lo spazio circostante, anticipa soluzioni che saranno adottate dalla successiva pittura barocca; infatti, come scrisse Giuliano Briganti: «… lo spazio sembra vibrare e dilatarsi per accogliere le gigantesche figure che lo occupano in tutti i sensi con l'eloquenza solenne del loro gestire e sfogarsi poi liberamente nella fuga prospettica della gloria angelica centrale ove i raggi della luce divina, che partono da un punto focale così alto e lontano da suggerire una profondità infinita, irrompono per i fessi delle nubi e tra i corpi degli angeli in controluce, disposti in una vorticosa continuità.».

### Ad Anversa
Fin dal ritorno in patria Rubens ebbe il sostegno di due potenti protettori: lo scabino e borgomastro Nicolas Rockox e l'arciduca Alberto, governatore dei Paesi Bassi meridionali. In questo periodo il suo stile evolve verso composizioni caratterizzate da contrasti luministici molto accentuati, di parziale ascendenza caravaggesca, con figure michelangiolesche disposte in gruppi poco simmetrici e in atteggiamenti vari e come compressi nel quadro, come per esempio avviene nel Sansone e Dalila del 1609-1610 circa, ora conservato alla National Gallery di Londra, e nel trittico con l'Erezione della croce, realizzato tra il 1610 e il 1611 per la cattedrale di Anversa, dalle forme possenti ma dinamiche.

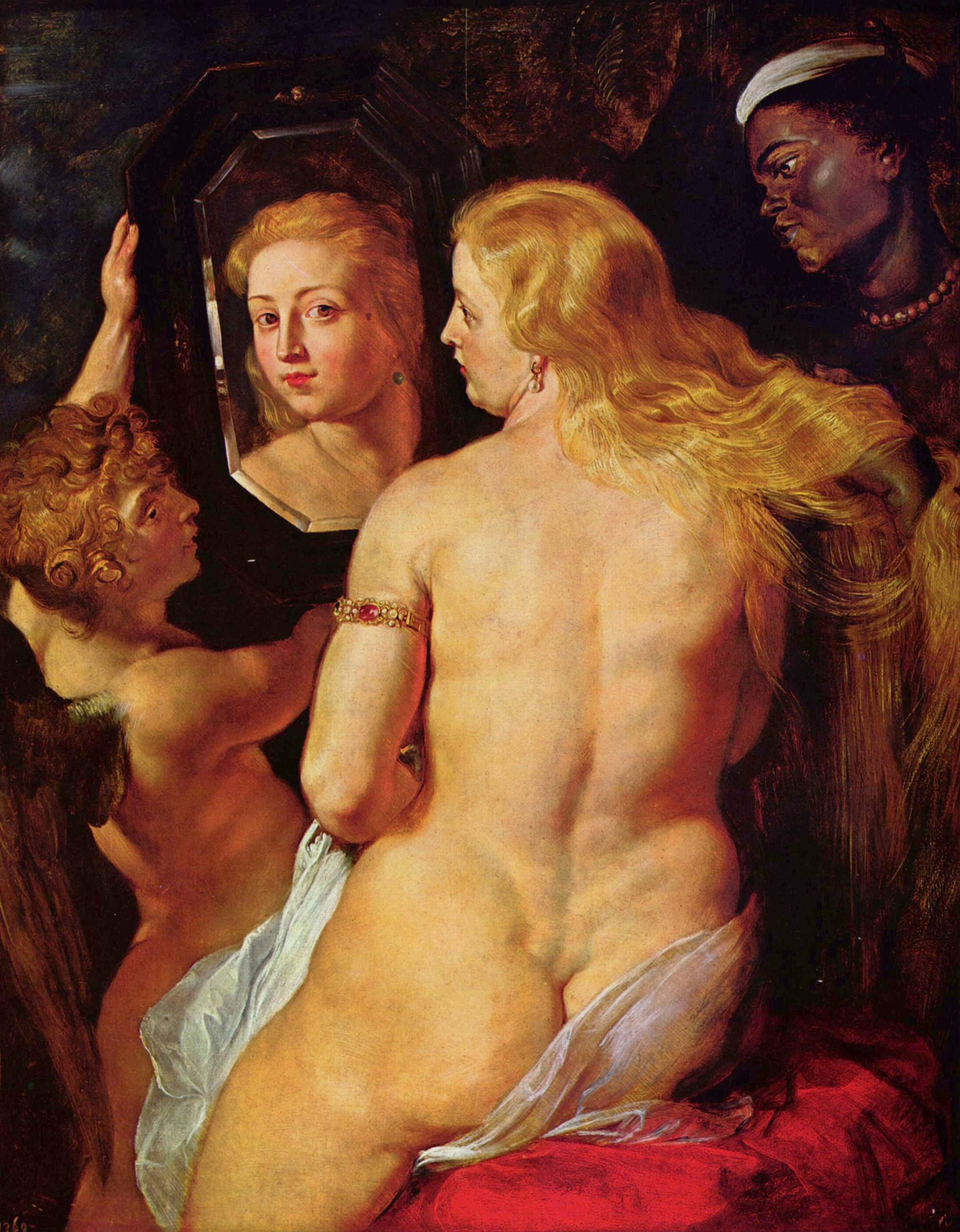
Venere al bagno, 1612-15 circa, Vienna, Liechtenstein Museum

### Lo stile eroico

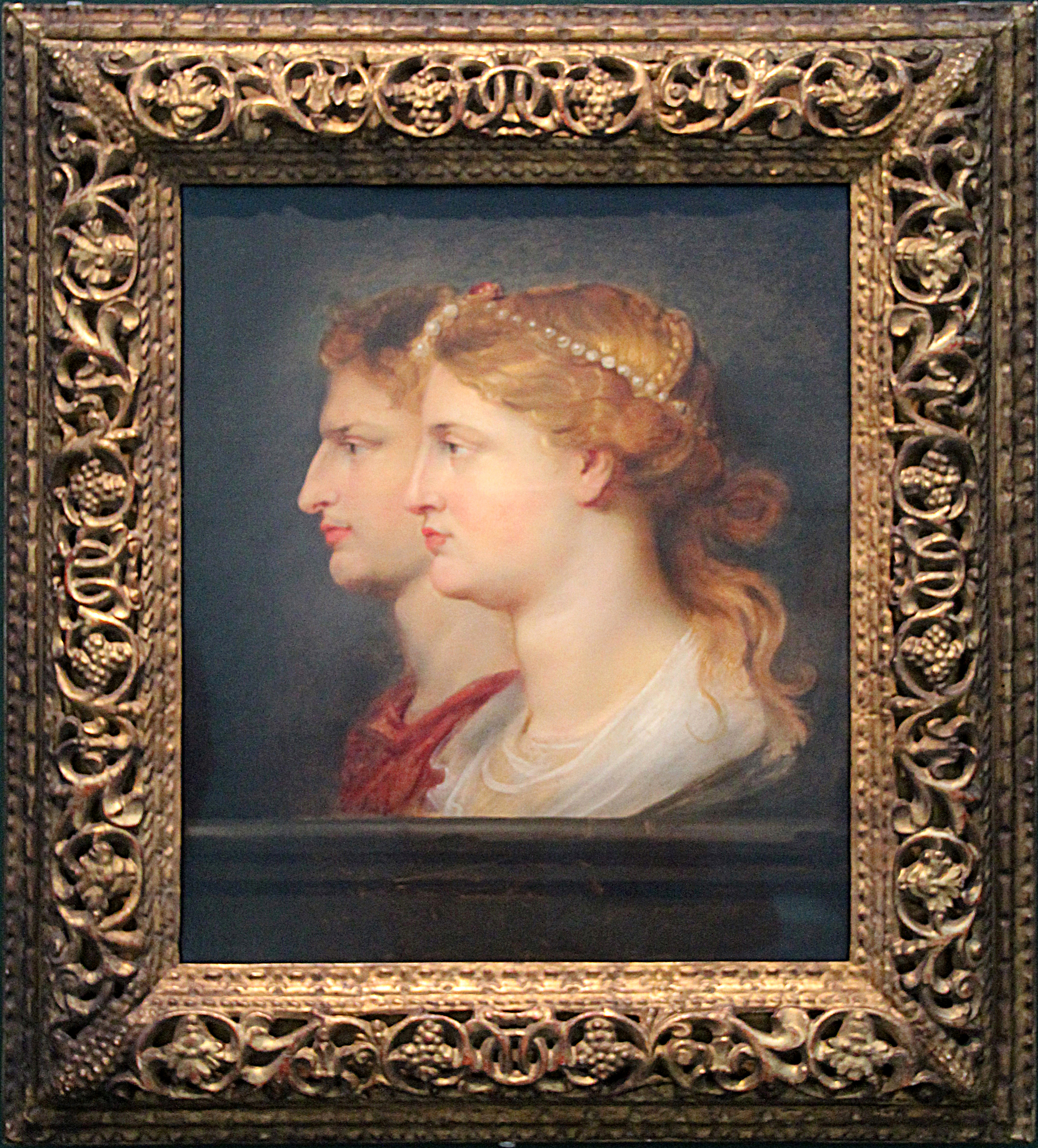
Ritratto di Agrippina e Germanicus, 1614

A partire dal 1612 circa lo stile dell'artista cambiò, probabilmente anche in rapporto con le coeve istanze della Controriforma cattolica; ora le sue composizioni sono più chiare e vicine a toni cromatici più freddi, con un equilibrio più marcato e una scansione maggiormente simmetrica dei personaggi, distribuiti in modo più armonioso e dotati di un forte risalto plastico sull'esempio delle statue ellenistiche che Rubens aveva copiato a Roma. Il cambiamento si può vedere nella classicheggiante Discesa dalla croce, realizzata da Rubens per la cattedrale anversese tra il 1612 e il 1614, ispirandosi per il corpo del Cristo al Laocoonte.
Tra il 1613 e il 1614 realizzò l'Incredulità di san Tommaso, ora al museo di belle arti di Anversa, prendendo a modello per il Cristo un Giove antico. Di questo periodo è anche il Martirio di san Sebastiano della Gemäldegalerie di Berlino, con figure modellate su prototipi antichi.

### Grandi commissioni
In questo periodo di intensa attività organizzò una bottega, applicando al lavoro artistico quelli che erano i metodi dell'industria e impiegando i suoi collaboratori con criteri razionali, scegliendoli in base alle singole specializzazioni. Rubens, per far fronte alle numerose e imponenti commissioni, preparava un cartone e lasciava alla bottega la trasposizione dell'idea figurativa nella sua forma ultima: in definitiva divideva nettamente l'idea prima dall'esecuzione, riallacciandosi alla coeva teoria artistica classicheggiante italiana. Questo metodo andò progressivamente scomparendo nel corso della sua ultima attività.
Tra il 1617 e il 1618 lavorò ai progetti per una serie di sette arazzi raffiguranti le Storie di Decio Mure su commissione di nobili genovesi, i cui bozzetti oggi sono conservati nella Galleria dei principi del Liechtenstein a Vaduz, una sorta di ciclo apologetico dello stoicismo romano. Del 1620 è la decorazione dei soffitti della chiesa di San Carlo Borromeo ad Anversa (per la quale realizzò anche due tele monumentali, I miracoli di san Francesco Saverio e I miracoli di sant'Ignazio di Loyola); del ciclo di affreschi del soffitto, dopo la distruzione in seguito all'incendio del 1718, rimangono gli schizzi, ora divisi tra vari musei e collezioni europee. La decorazione delle volte era composta da circa quaranta grandi dipinti con scene tratte dall'Antico, dal Nuovo Testamento e dalle vite dei santi, disposte l'una di fronte all'altra in due file su due registri.

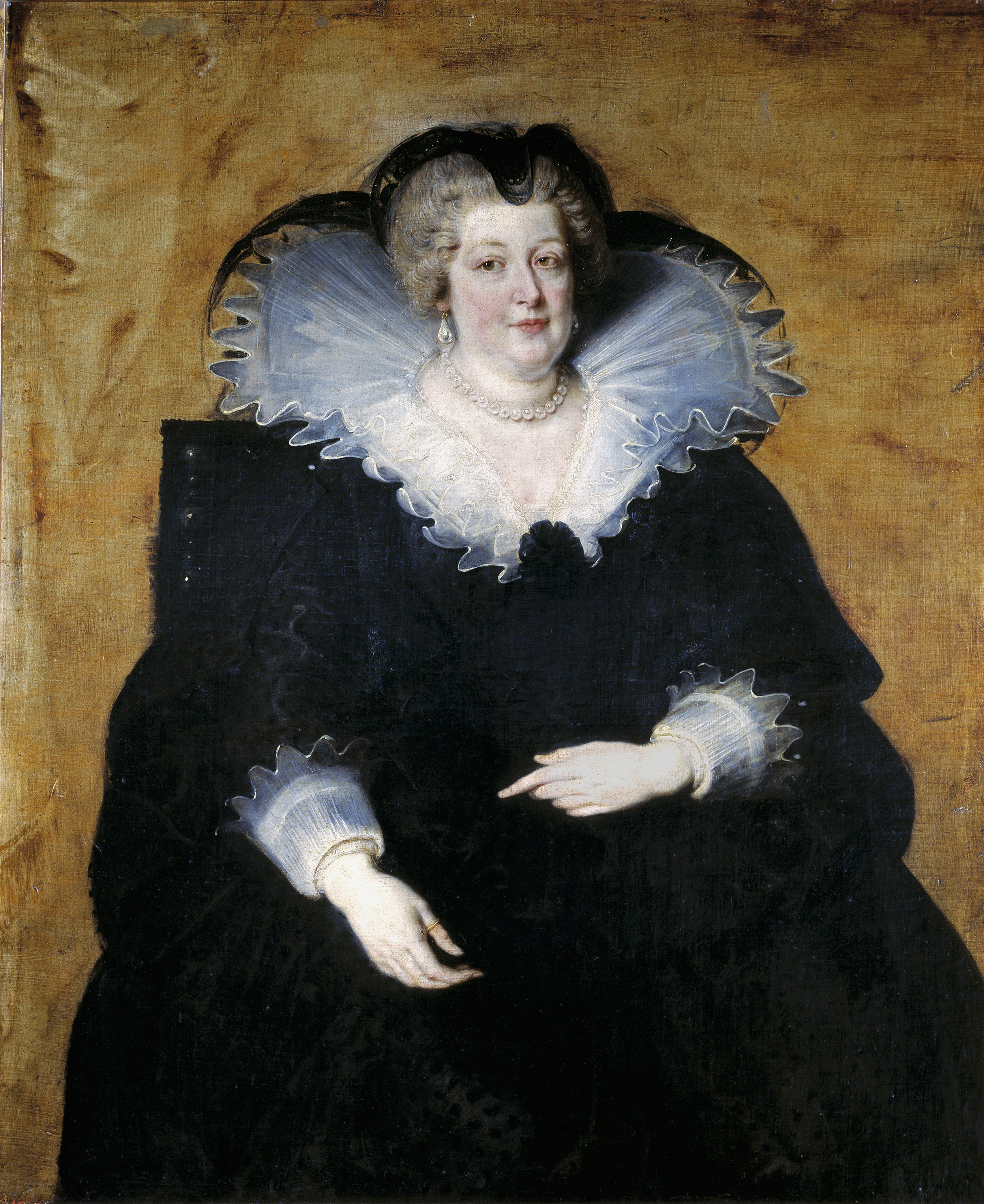
Ritratto di Maria de' Medici

### Il ciclo di Maria de' Medici

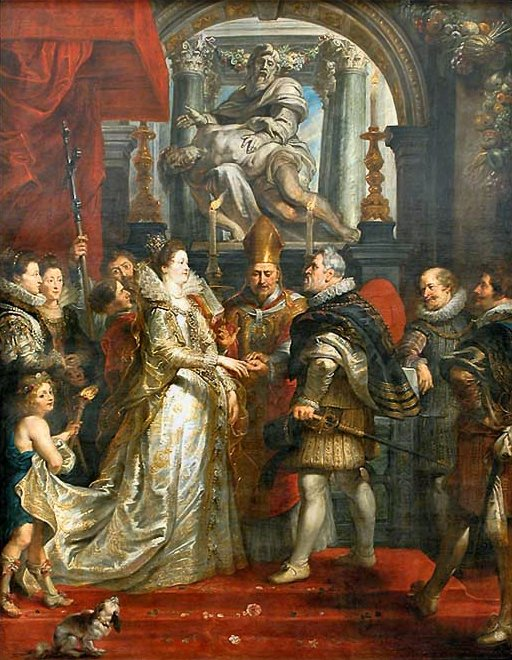
Il Matrimonio per procura di Maria de' Medici e Enrico IV, dal Ciclo di Maria de' Medici

Alla fine del 1621 Rubens ricevette da Maria de' Medici, madre del re francese Luigi XIII, l'incarico di dipingere una serie di quadri monumentali per ornare la galleria del palazzo del Lussemburgo con un ciclo allegorico-encomiastico che illustrasse la vita e la concezione politica della committente.
Il ciclo, completato nel 1625 e realizzato nei modi tipici della pittura seicentesca (unendo allegorie e ritratti), rappresenta non un avvenimento storico lontano nel tempo, ma un capitolo recente della politica francese: Maria de' Medici nei suoi sette anni di reggenza tra il 1610 e il 1617 aveva cercato di assicurare la pace con l'impero asburgico, sconfessando il segreto Trattato di Bruzolo (antispagnolo) del 25 aprile 1610, e, attraverso i matrimoni dei figli (Elisabetta col re di Spagna Filippo IV e Luigi XIII con Anna d'Austria, sorella del re spagnolo), aveva cercato di porre le basi per una pace duratura con la potenza spagnola.

### Ultimi anni

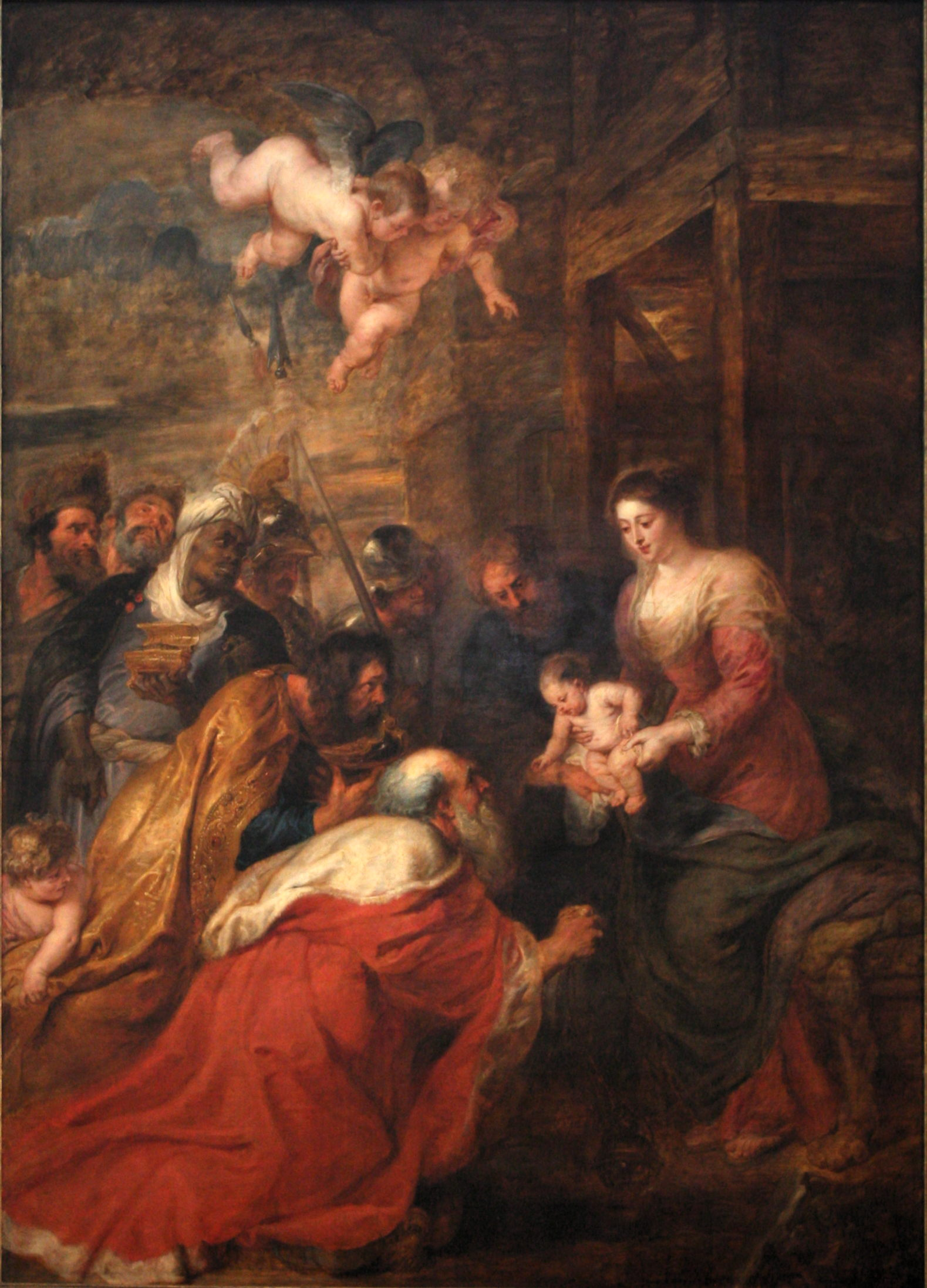
Adorazione dei magi, 1634, Cambridge, King's College Chapel

È intorno al 1624 che inizia la stretta collaborazione con l'artista incisore Paulus Pontius, con la conseguente realizzazione di splendide e ricercate opere grafiche.Tra il 1625 e il 1628 preparò i bozzetti di quindici grandi arazzi col Trionfo dell'eucaristia, su commissione dell'arciduchessa Isabella, destinati al convento madrileno delle Carmelitane scalze. Tra il 1627 e il 1631, su incarico di Maria de' Medici, iniziò la decorazione della Galleria di Enrico IV: del progetto abbandonato rimangono due grandi composizioni, ampiamente abbozzate, alla Galleria degli Uffizi e alcuni schizzi al Museo di Bayonne e alla Wallace Collection di Londra.
Nel 1627 acquistò una casa di campagna ad Ekeren. L'anno successivo Rubens andò in missione diplomatica alla corte del re spagnolo Filippo IV e tra il 1629 il 1630 fu alla corte di Carlo I d'Inghilterra. Tra il 1629 e il 1634 lavorò, su commissione di Carlo I d'Inghilterra, alla decorazione della Banqueting House di Whitehall a Londra realizzando nove dipinti con la Glorificazione di Giacomo I.
Tra il 1630 e il 1632 realizzò la serie di otto arazzi con la Storia di Achille e i quattro arazzi (Natività; L'istituzione dell'Eucaristia; Resurrezione di Cristo; Assunzione di Maria) per la confraternita della chiesa del Santissimo Sacramento di Ancona.
Nel 1635 comperò la tenuta dello Steen a Elewyt e nello stesso anno realizzò gli apparati per l'entrata trionfale ad Anversa del nuovo governatore generale dei Paesi Bassi, l'arciduca Ferdinando d'Austria. Tra il 1637 e il 1638 venne chiamato a realizzare la decorazione della Torre de la Parada o, meglio, di venticinque stanze del padiglione di caccia del re spagnolo Filippo IV, realizzando una serie di 53 bozzetti tratti dalle Metamorfosi di Ovidio su un totale di 163 dipinti censiti in un inventario di inizio 1700. Di sua mano anche la realizzazione di 14 dipinti dagli stessi bozzetti da lui realizzati, mentre i restanti bozzetti servirono ad allievi e pittori fiamminghi per realizzare i quadri.

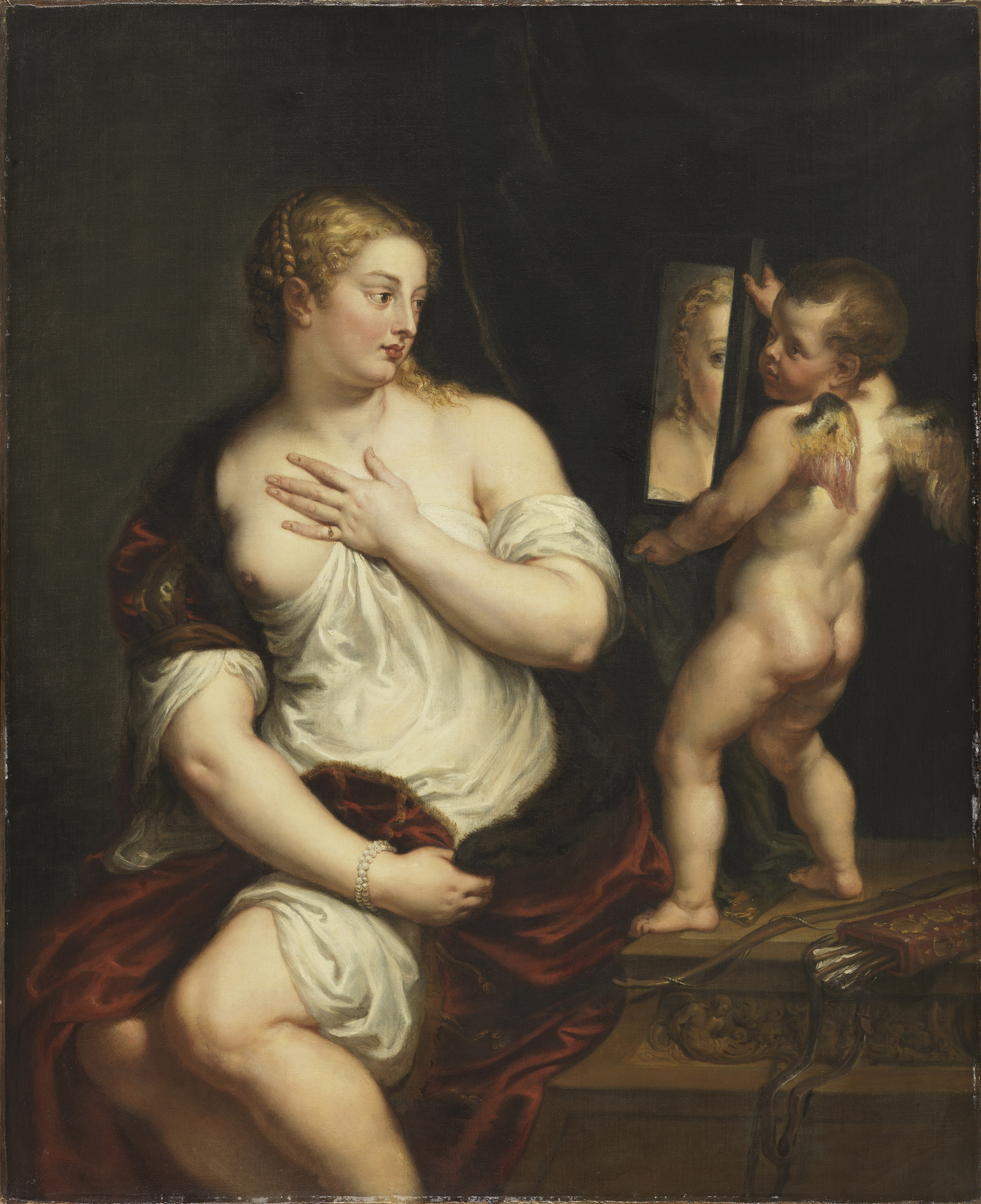
Venere e Cupido con uno specchio, (da Tiziano), 1606-1611, Madrid, Museo Thyssen-Bornemisza

La vena artistica di Rubens mescolò linee classicheggianti con quelle barocche di dilatazione delle forme, di ritmo infinito, di fastosità e di bellezze decorative e uno sfondo di realismo che fa da scenario alla trasfigurazione dei sensi.

## Opere (parziale)

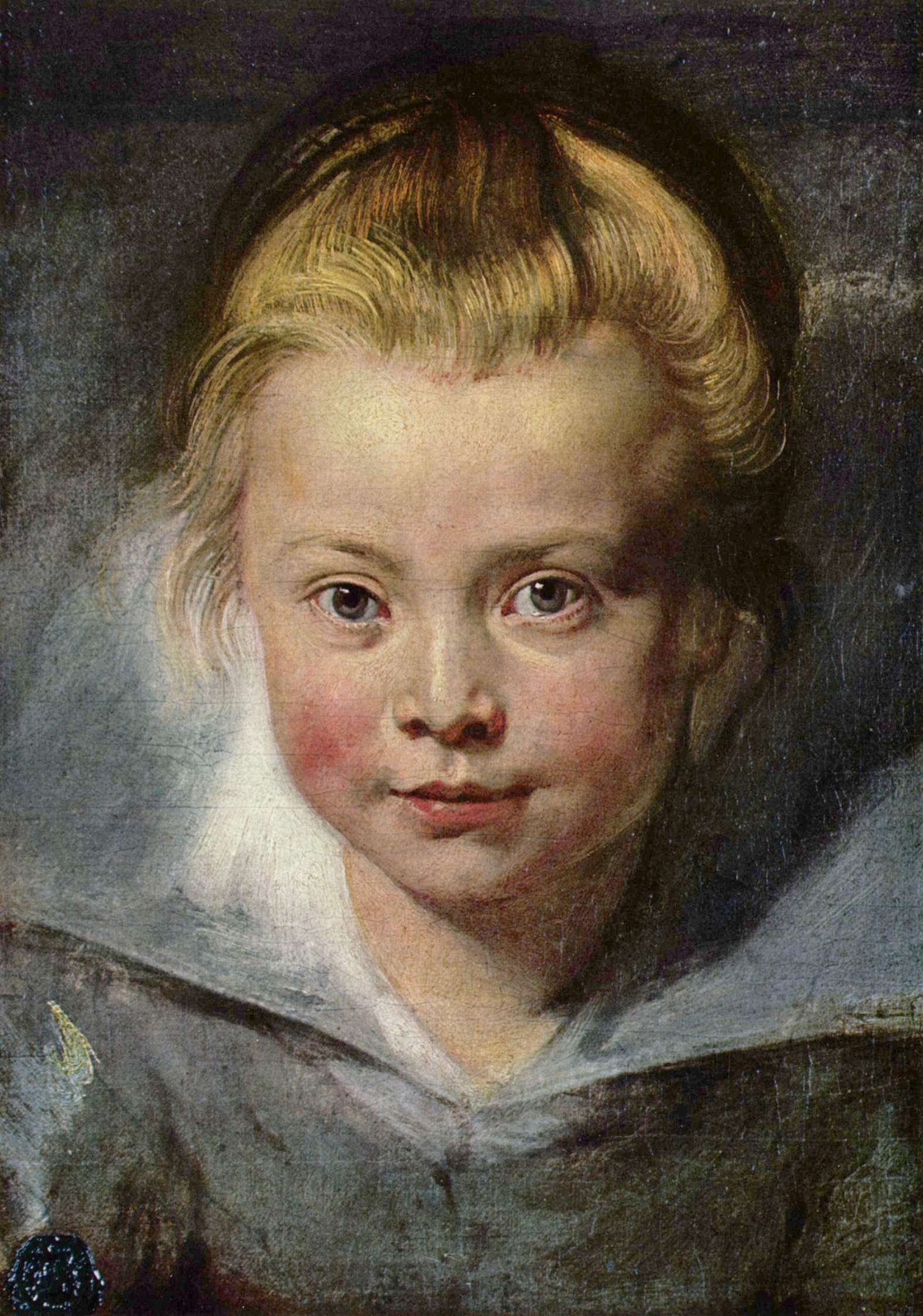
Ritratto di bambina (Clara Serena Rubens), 1618, Vaduz, Fürstlich Lichtensteinische Gemäldegalerie

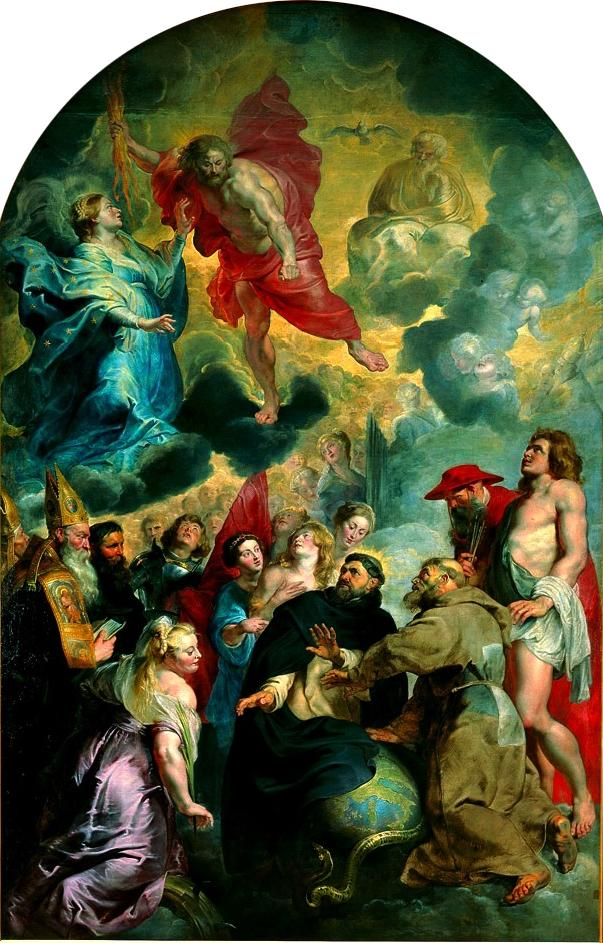
San Domenico e San Francesco preservano il mondo dall'ira di Gesù Cristo, 1618-1620, Lione, museo di belle-arti.

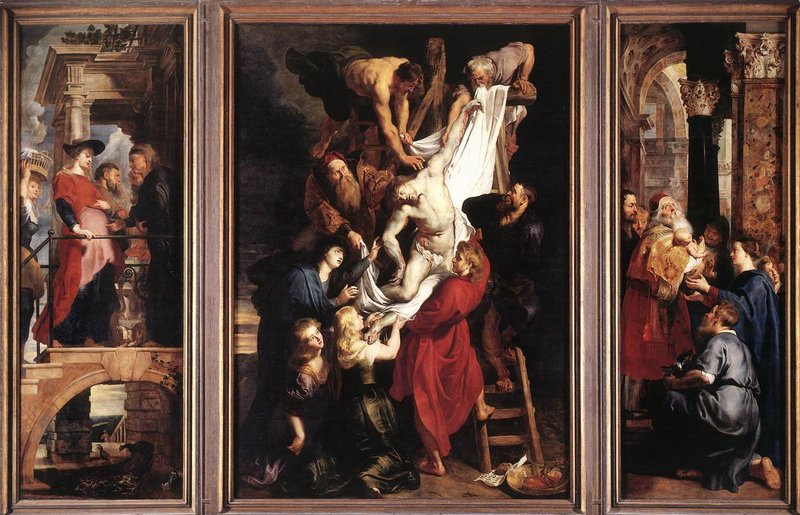
Trittico della deposizione dalla croce, 1611-14, Anversa, Cattedrale di Nostra Signora.

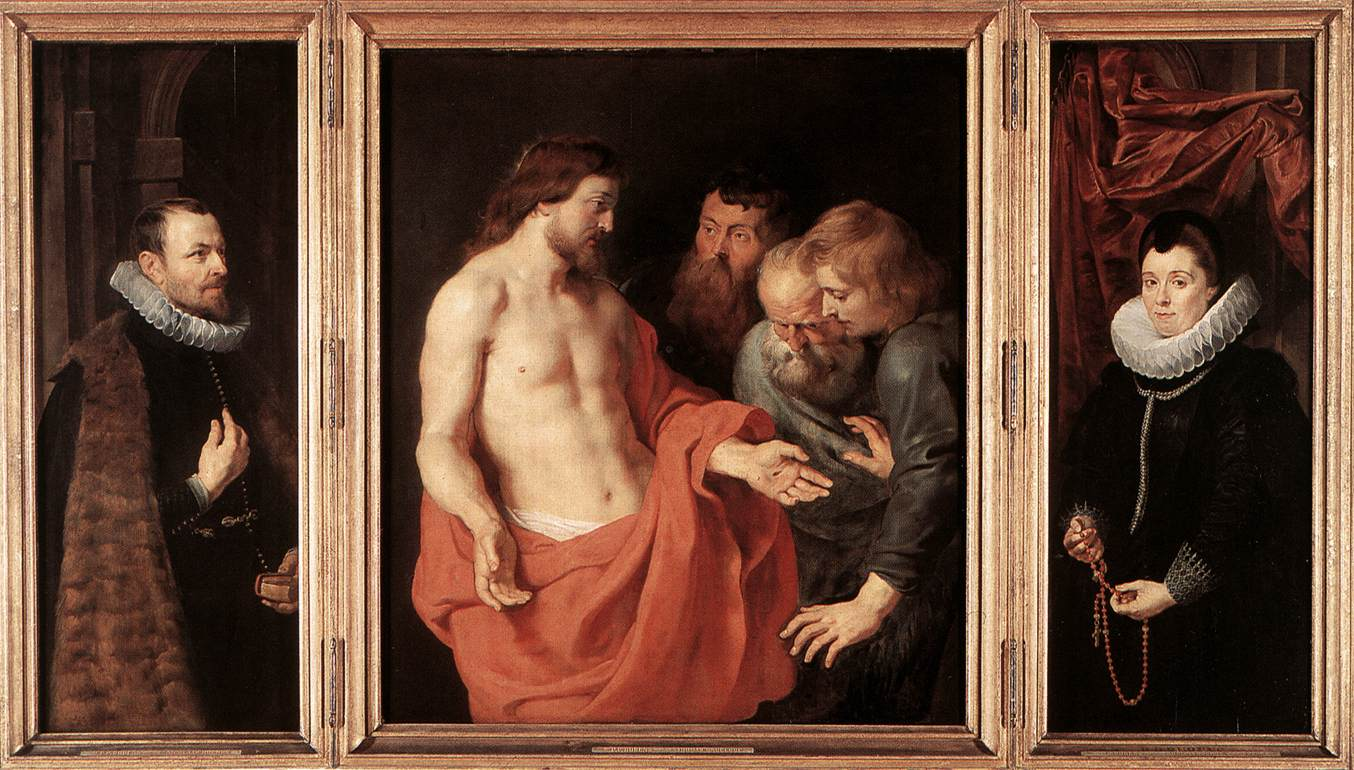
Incredulità di san Tommaso, 1613-15, Anversa, Museo reale di belle arti.

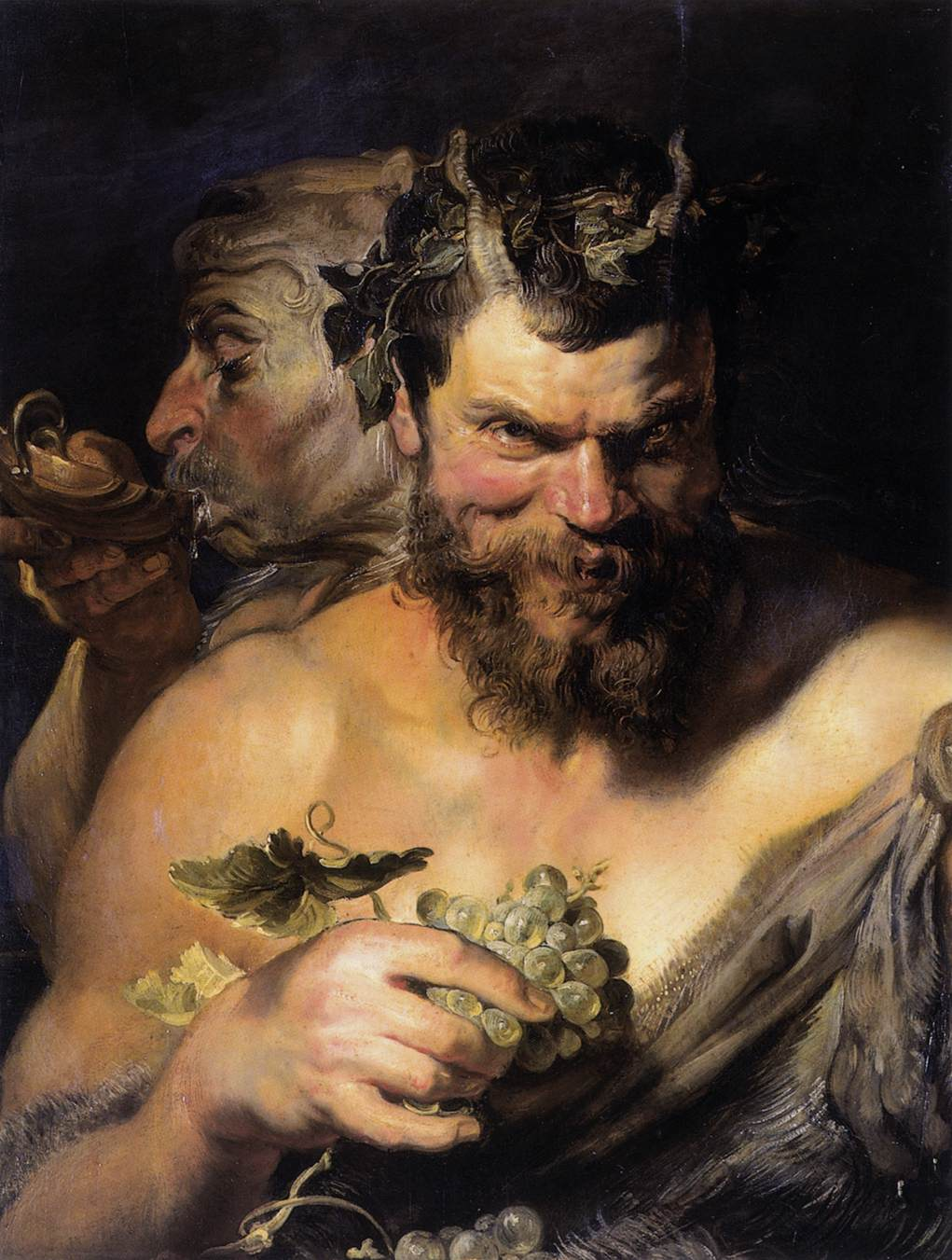
Due satiri, 1618-19, Vienna, Kunsthistorisches Museum.

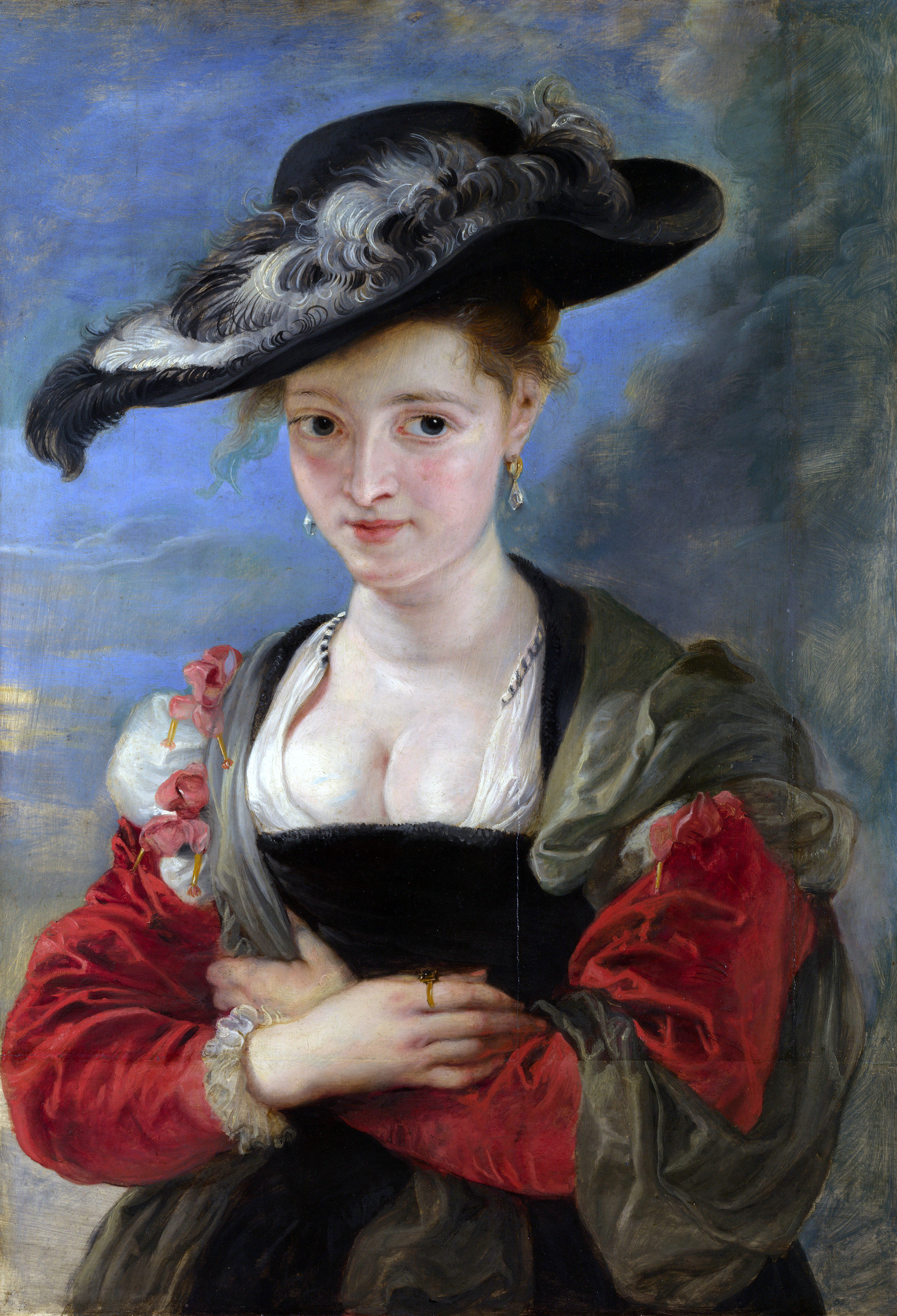
Ritratto di Suzanne Fourment, 1622, Londra, National Gallery.

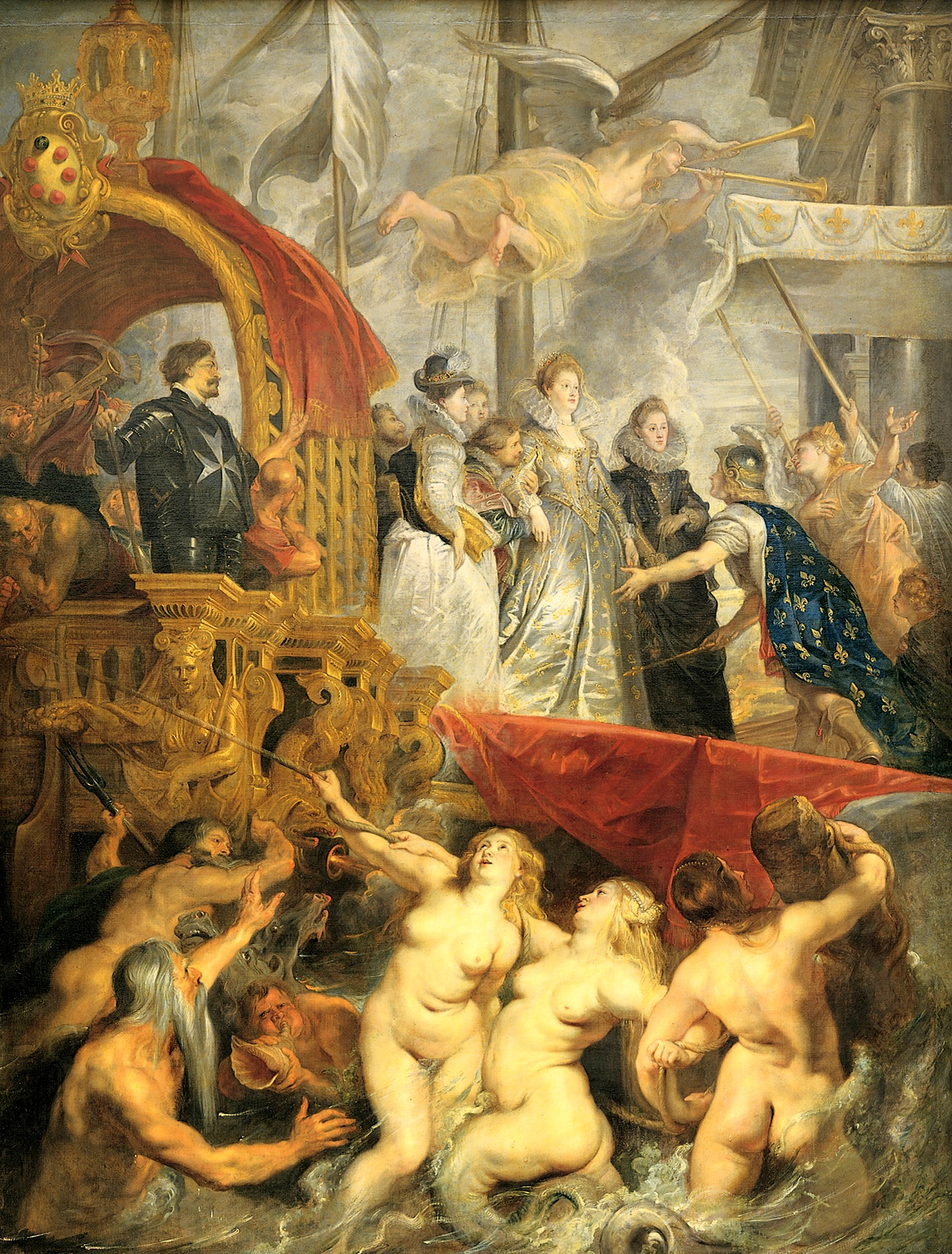
Maria de' Medici a Marsiglia, 1622-25, Museo del Louvre, Parigi.

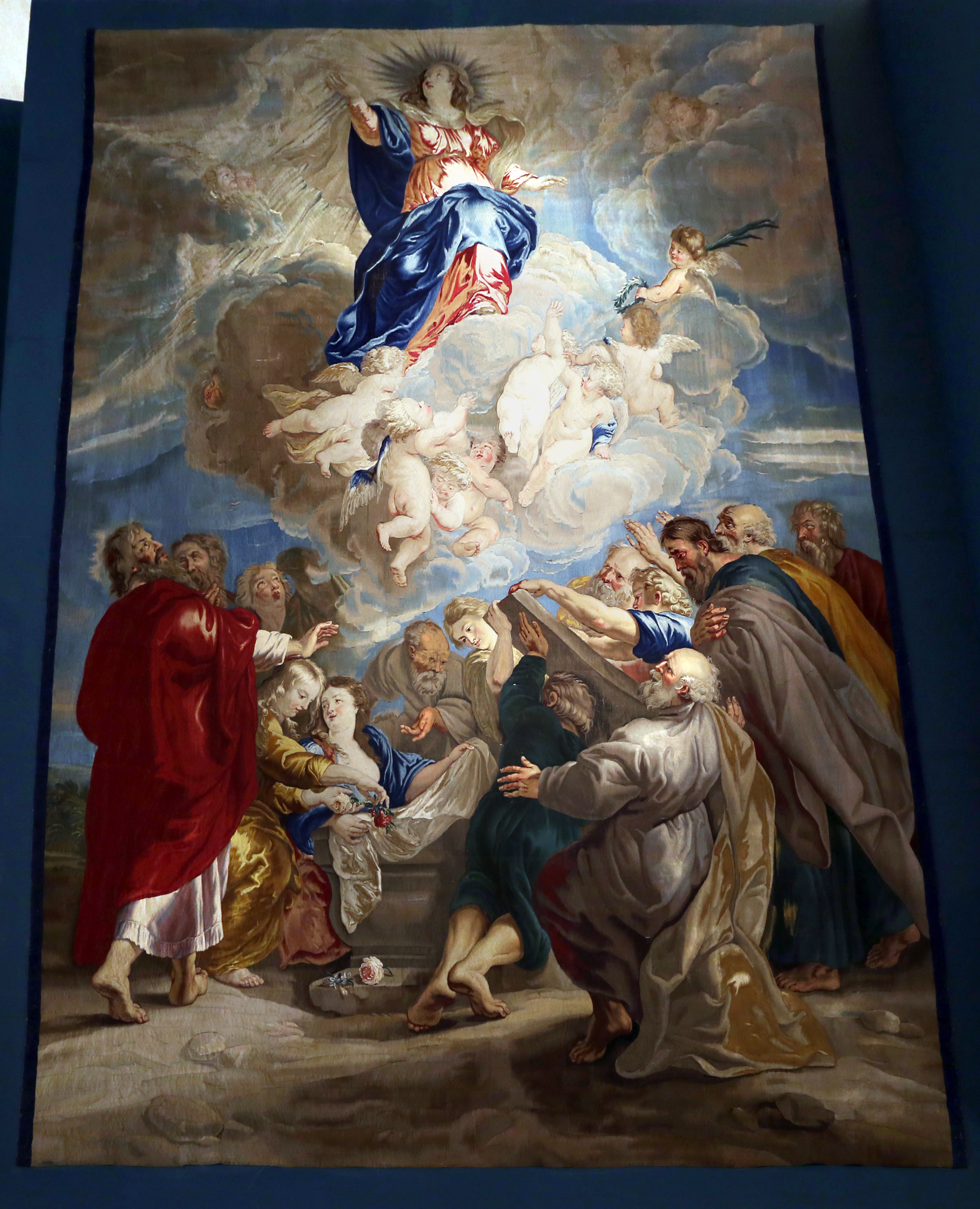
Assunzione di Maria, 1630-40, Ancona, Museo diocesano.

Tre Grazie, 1638?, Madrid, Museo del Prado.

### Opere giovanili
- Ritratto di giovane studioso (1597), olio su rame, Metropolitan Museum of Art, New York
- L'Abbondanza coronata dalle ninfe, olio su tavola, Roma, Accademia Nazionale di San Luca
- Leda e il cigno (1598-1602), olio su tavola, Fogg Art Museum, Cambridge
- Battaglia delle Amazzoni (1600 circa), olio su tela, Bildergalerie, Potsdam

### Periodo italiano e spagnolo (1600–1608)
- Portrait of Ferdinando Gonzaga as a boy (1600-1603), olio su tela, 81,20 x 56,50 cm, New York, Christie's[6]
- Deposizione nel sepolcro (1602), olio su tela, 180x137 cm, Galleria Borghese, Roma
- Autoritratto con amici a Mantova (1602-1604), olio su tela, 78×101 cm, Wallraf-Richartz Museum of Fine Arts, Colonia
- Il duca di Lerma (1603 circa), olio su tela, 283×200 cm, Museo del Prado, Madrid
- Carlo V in armatura (1603), olio su tela, 119×93 cm, Collezione privata
- Ercole e Onfale (1603), olio su tela, Museo del Louvre, Parigi
- Democrito (1603), olio su tela, 179x66 cm, Museo del Prado, Madrid
- Allegoria dell'imperatore Carlo come sovrano di vasti reami (1604 circa), olio su tela, 167×141 cm, Residenzgalerie, Salisburgo
- Trinità adorata dalla famiglia Gonzaga (1604-1605), olio su tela, 381x447 cm, Palazzo Ducale, Mantova
- La circoncisione (1605), olio su tela montata su tavola, 105x74 cm, Akademie der bildenden Künste, Vienna
- Circoncisione (1605), olio su tela, 400 x 225 cm, Chiesa del Gesù e dei Santi Ambrogio e Andrea, Genova
- Trasfigurazione di Cristo, (1605 circa), olio su tela, 670×407 cm, Musée des Beaux-Arts, Nancy
- Ero e Leandro (1605 circa), olio su tela, 128x217 cm, Gemaldegalerie, Dresda
- Ero e Leandro (1605 circa), olio su tela, 96x127 cm, Yale University Art Gallery, New Haven
- Ritratto di Isabella d'Este (1605 circa) olio su tela, 101,8 x 81 cm, Kunsthistorisches Museum, Vienna
- Ritratto della figlia Clara Serena Rubens (1605-1606), olio su tela, Liechtenstein Museum, Vienna
- Ritratto di Brigida Spinola Doria (1606), olio su tela, National Gallery of Art, Washington
- Ritratto di Giovanni Carlo Doria a cavallo (1606 circa), olio su tela, Galleria nazionale di palazzo Spinola, Genova
- Ritratto di gentildonna con nano (1606 circa), olio su tela, collezione privata, National Trust, Kingston Lacy, Dorset, Inghilterra
- Ritratto di Maria Serra Pallavicino (1606), olio su tela, collezione privata, Kingston Lacy, Dorset, England
- Ritratto della Marchesa Bianca Spinola Imperiale con la nipote, Staatsgalerie, Stuttgart
- Ritratto della Marchesa Veronica Spinola Doria, Staatliche Kunsthalle, Karlsruhe
- Ritratto di Kaspar Scioppius (1606 circa), olio su tela, Galleria Palatina, Firenze
- Il giudizio di Paride (1606), olio su tavola di rame, Akademie der bildenden Künste, Vienna
- San Giorgio sconfigge il drago, (1606-1610), olio su tela, 304 x 256 cm, Museo del Prado, Madrid
- Susanna e i vecchioni (1607-1608), olio su tela, Galleria Borghese, Roma
- Adorazione dei Pastori (1608), olio su tela, Chiesa di San Paolo, Anversa[7].
- San Sebastiano curato dagli angeli (1608 circa), olio su tavola trasferito su tela, 153 x 118 cm Galleria Corsini, Roma
- Venere al bagno con Cupido (1608 circa), olio su tela, 137x111 cm, Museo Thyssen-Bornemisza, Madrid
- San Gregorio tra san Mauro e san Papiano, santa Domitilla tra i santi Nereo e Achilleo (1608), olio su tela, Salzburg Museum Sammlung Rossacher, Salisburgo
- Estasi di san Gregorio Magno, con i santi Domitilla, Mauro, Papia, Nereo e Achilleo (1608), olio su tela, 447 x 288 cm, Musée des Beaux-Arts, Grenoble
- Madonna della Vallicella (1608), olio su tavola di ardesia, 425x250 cm, Chiesa di Santa Maria in Vallicella, Roma
- Adorazione dei pastori o La notte (1608), olio su tela, Chiesa di San Filippo Neri, Fermo oggi nella Pinacoteca civica di Fermo.

### Dopo il ritorno ad Anversa
- Disputa del Sacramento (1609), olio su tela, Chiesa di San Paolo, Anversa[8].
- Sansone e Dalila (1609), olio su tavola, National Gallery, Londra
- Susanna e i vecchioni (1609-1610), olio su tavola, Real Academia de Bellas Artes de San Fernando, Madrid
- Autoritratto con la moglie Isabella Brant (1609-1610), olio su tela, Alte Pinakothek, Monaco
- Annunciazione (1609-1610), olio su tela, 224x200 cm, Kunsthistorisches Museum, Vienna
- Innalzamento della Croce (1610-1611), olio su tavola, 462×341 cm, Cattedrale di Nostra Signora, Anversa
- Cristo crocifisso (1610-1611), olio su tela, 219x122 cm, Museo reale di belle arti di Anversa, Anversa
- Punizione di Prometeo (1610-1611), olio su tela, 243x210 cm, Philadelphia Museum of Art, Filadelfia
- Morte di Argo (1611 circa), olio su tela, 249x296 cm, Wallraf-Richartz Museum, Colonia
- L'ebbrezza di Ercole (1611 circa), olio su tavola di quercia, 220x220 cm, Gemaldegalerie, Dresda
- Strage degli Innocenti (1611-1612), olio su tela, 142x183 cm, Art Gallery of Ontario, Toronto
- Resurrezione di Cristo (1611-1612), olio su tavola, Cattedrale di Nostra Signora, Anversa
- Il rapimento di Ganimede (1611-1612), olio su tela, 203x203 cm, Palazzo Schwarzenberg, Vienna
- Deposizione nel sepolcro (1611-1612), olio su tavola, 88x66 cm, National Gallery of Canada, Ottawa
- Trittico della deposizione dalla croce (1611-1614), olio su tavola, 420×150 cm, Cattedrale di Nostra Signora, Anversa
- Quattro filosofi (1612 circa), olio su tela, Galleria Palatina, Firenze
- Venere, Cupido, Bacco e Cerere (1612-1613), olio su tela, 141x200 cm, Stattliche Museen, Kassel.
- San Giacomo Apostolo (1612-1613), olio su tavola, 108x84 cm, Museo del Prado, Madrid
- La statua di Cerere (1612-1615), olio su tavola di quercia, 91x65,5 cm, Museo dell'Ermitage, San Pietroburgo.
- Giove e Callisto (1613), olio su tela, 202x305 cm, Staatliche Museen, Kassel
- Compianto sul Cristo morto (1613-1614), olio su tela, Liechtenstein Museum, Vienna
- Intercessione della Madonna e di san Francesco d'Assisi preservano il mondo dall'ira divina, (1614 circa) olio su tela, 403x280 cm, Museo reale delle belle arti del Belgio, Bruxelles
- Cupido prepara il suo arco (1614), olio su tela, 142x108 cm, Monaco, Alte Pinakothek.
- Il trionfo della Vittoria (1614 circa), olio su tavola di quercia, Staatliche Museen, Kassel
- Venere e Adone (1614), olio su tavola, Museo dell'Ermitage, San Pietroburgo
- Venere con Amore e un Satiro (1614), olio su tavola di quercia, 142x184 cm, Museo reale di belle arti di Anversa, Anversa
- San Sebastiano (1614 circa), olio su tela, Staatliche Museen, Berlino
- Sacra Famiglia con sant'Elisabetta e san Giovanni Battista (1614 circa), olio su tela, Wallace Collection, Londra
- I quattro continenti (1615), olio su tela, 209x284 cm, Kunsthistorisches Museum, Vienna
- Madonna della Cesta (1615 circa), olio su tavola, Galleria Palatina, Firenze
- Daniele nella fossa dei leoni (1615 circa), olio su tela, National Gallery of Art, Washington
- Venere allo specchio (1615 circa), olio su tavola, Liechtenstein Museum, Vienna
- Le figlie di Cecrope scoprono Erittonio infante (1615-1616), olio su tela, Liechtenstein Museum, Vienna
- Romolo e Remo (1615-1616), olio su tela, Pinacoteca Capitolina, Roma
- Caccia all'ippopotamo e al coccodrillo (1615-1616), olio su tela, Alte Pinakothek, Monaco
- I miracoli di sant'Ignazio (1615-1620), olio su tela, Chiesa del Gesù e dei Santi Ambrogio e Andrea, Genova
- Caccia al cinghiale (1615-1620), olio su tavola di quercia, 137x168 cm, Dresda, Gemäldegalerie Alte Meister.
- Caccia al lupo ed alla volpe, (1615–1621), New York, Metropolitan Museum of Art
- Bambino con uccellino (1616 circa), olio su tavola, Staatliche Museen, Berlino
- Resurrezione di Cristo (Il sepolcro pasquale) (1616), olio su tela, Galleria Palatina, Firenze
- Ritratto di Jan Vermoelen (1616), olio su tavola, Liechtenstein Museum, Vienna
- Stigmatizzazione di san Francesco (1616 circa), olio su tela, Wallraf-Richartz Museum, Colonia
- Giuditta con la testa di Oloferne (1616 circa), olio su tela, Herzog Anton Ulrich-Museum, Braunschweig
- Donna anziana e fanciullo con candele (1616-1617), olio su tavola, Mauritshuis, L'Aia
- Ritratto di Nicolas de Respaigne (1616-1618), olio su tela, Staatliche Kunstsammlungen, Kassel
- Flagellazione (1617), Chiesa di San Paolo, Anversa[9].
- Betsabea alla fontana (1635 circa), olio su tavola di quercia, 175 x 126, Dresda, Gemäldegalerie Alte Meister.
- Incredulità di san Tommaso (1613-1615), olio su tavola, 143x123 (scomparto centrale), Museo reale di belle arti di Anversa, Anversa
- Battaglia delle Amazzoni (1615 circa)
- Caccia alla tigre (1616)
- Incontro di Abramo e Melchisedec (1616-1617)
- Cristo con i quattro grandi penitenti (1617 circa)
- Peccato originale (1617 circa)
- I miracoli di san Francesco Saverio (1617-1618), olio su tela, Kunsthistorisches Museum, Vienna
- L'imperatore Teodosio e sant'Ambrogio (1617-1618), in collaborazione con van Dyck
- Autoritratto senza il cappello (1618), olio su tavola, Uffizi, Firenze
- Ratto delle Leucippidi (1618 circa), olio su tela, Alte Pinakothek, Monaco di Baviera
- Medusa (1618 circa)
- I miracoli di sant'Ignazio di Loyola (1618-1619), olio su tela, Kunsthistorisches Museum, Vienna
- Due satiri (1618-1619), olio su tavola, 76x66 cm, Kunsthistorisches Museum, Vienna
- Gesù in croce tra i ladroni (Il colpo di lancia) (1620)
- Santi che preservano il mondo dall'ira di Cristo (1620 circa), olio su tela, 565x365 cm, Musée des Beaux-Arts, Lione
- Tigre che allatta i cuccioli (1620 circa)
- Paesaggio con Filemone e Bauci (1620 circa)
- Perseo libera Andromeda (1620 circa)
- Tre Grazie a monocromo (1620-1623 circa)
- La regina Tomiri davanti alla testa di Ciro (1622), olio su tela, Boston, Museum of Fine Arts
- Ritratto di Suzanne Fourment (1622), olio su tavola, 59x74 cm, National Gallery, Londra.
- Perseo e Andromeda (1622)
- Sbarco di Maria de' Medici a Marsiglia (1622-1625), 394x295 cm, Parigi, Museo del Louvre
- Ritratto di una giovane ragazza, probabilmente Clara Serena Rubens (1623 circa)[10]
- Autoritratto con il cappello (1623-1625), olio su tavola, Uffizi, Firenze
- Conversione di San Bavone (1624), Gand, Cattedrale di San Bavone.
- Ritratto dell'infanta Isabella Clara Eugenia di Spagna in abito di clarissa, (1625)
- Pala dell'Assunzione (1626), olio su tela, 490×325 cm, Anversa, Cattedrale di Nostra Signora.
- San Rocco intercede per gli appestati - (Sancte Roche ora pro nobis) - Pala di Peter Paul Rubens, presso la chiesa di San Martino a Aalst, Belgio.Tra il 1623 e 1626. Della stessa raro bulino per Rubens e Pontius datato 1626, in verso e in controparte. ( Archiviato l'8 novembre 2019 in Internet Archive.
- Angelica e l'eremita (1626-1628), Kunsthistorisches Museum, Vienna
- Enrico IV alla battaglia d'Ivry (1627), olio su tela, 367x693 cm, Galleria degli Uffizi, Firenze
- Ingresso trionfale di Enrico IV a Parigi (1627), olio su tela, 380x692 cm, Galleria degli Uffizi, Firenze
- Adamo ed Eva (1628-1629), olio su tela, Museo del Prado, Madrid
- Minerva protegge la Pace da Marte (Pace e Guerra) (1629-1630)
- Ritratto di Hélène Fourment (1630-1632 circa)
- Trittico di sant'Ildefonso (1630-1631)
- Ulisse nell'isola dei Feaci, (1630-1635 circa), olio su tavola, Galleria Palatina, Firenze
- Istituzione dell'Eucaristia, (1630-1640), arazzo, Ancona, Museo diocesano
- Resurrezione di Cristo, (1630-1640), arazzo, Ancona, Museo diocesano
- Assunzione di Maria, (1630-1640), arazzo, Ancona, Museo diocesano
- Natività, (1630-1640), arazzo, Ancona, Museo diocesano
- Ultima Cena (1632 circa), olio su tela, Pinacoteca di Brera, Milano
- Giardino d'amore (1632-1633 circa)
- Venere e Marte (1632-1635), olio su tavola, 133×142 cm, Palazzo Bianco dei Musei di Strada Nuova, Genova
- Hélène Fourment con il figlio Frans (1635 circa)
- Il castello di Steen (1635 circa), 131×295 cm, Londra, National Gallery.
- Kermesse fiamminga (1635-1638)
- Paesaggio con arcobaleno (1636)
- Hélène Fourment con due dei suoi figli (1636 circa)
- Ratto di Ganimede (1636-1638), olio su tela, Museo del Prado, Madrid
- Origine della Via Lattea (1636-1638)
- Strage degli Innocenti (1636-1638), olio su tela, 198,5x302,2 cm, Alte Pinakothek, Monaco di Baviera
- Diana e Callisto (1637-1638), olio su tela, Museo del Prado, Madrid
- Assunzione della Vergine, (1637), olio su tela, cm 501x351, Liechtenstein Museum, Vienna
- Saturno divora uno dei figli (1637-1638), olio su tela, Museo del Prado, Madrid
- Hélène Fourment esce dal bagno (La piccola pelliccia) (1638 circa)
- Ercole nel giardino delle Esperidi (1638 circa), olio su tela, Galleria Sabauda, Torino
- Deianira presta ascolto alla Fama (1638 circa), olio su tela, Galleria Sabauda, Torino
- Conseguenze della guerra (1638), olio su tela, Galleria Palatina, Firenze

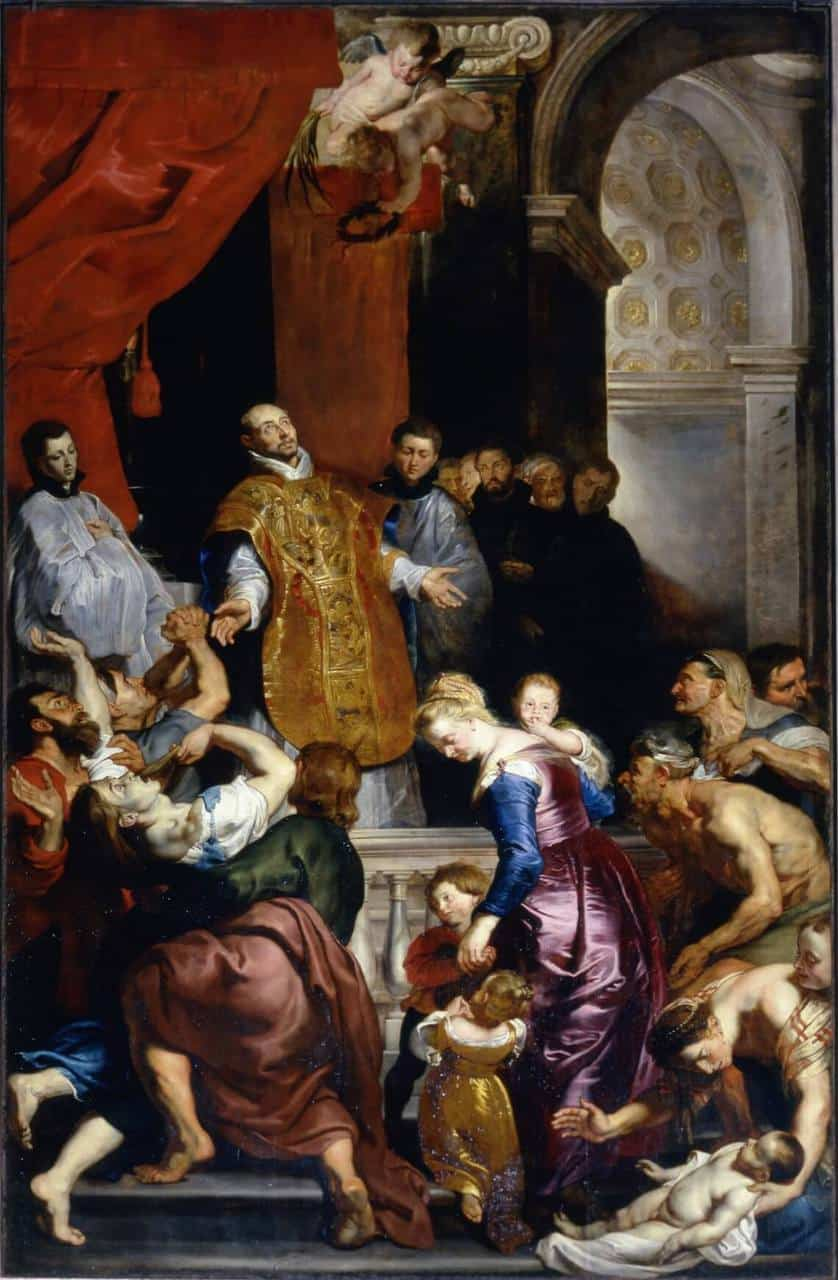
Miracoli di Sant'Ignazio di Loyola, Genova (1619-1620)

- Tre Grazie (1638 ?), olio su tela, 221x181 cm, Museo del Prado, Madrid
- Il serpente di bronzo (1638-1639), olio su tela, National Gallery, Londra
- Giudizio di Paride (1638-1639?), olio su tavola, Museo del Prado, Madrid
- Autoritratto (1638)
- Ecce Homo (1639?)

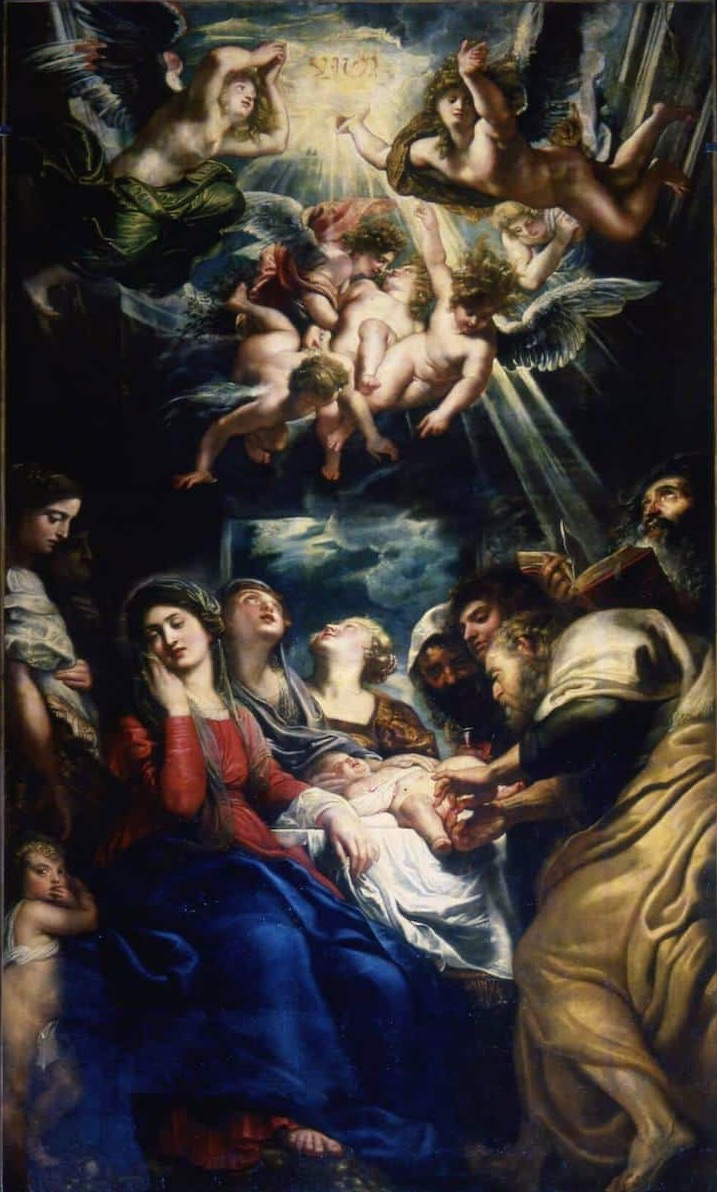
Circoncisione, Genova (1604)

- Ritorno dei contadini dai campi (1640 circa), olio su tavola, Galleria Palatina, Firenze
- Sant'Ignazio guarisce un'ossessa (1619 circa), olio su tela, cm 442X287, Genova, chiesa del Gesù e dei Santi Ambrogio e Andrea

## Film e documentari
- Lungometraggio - Rubens, schilder en diplomaat di Roland Verhavert (1977)
- Documentario - The Dutch Masters: Rubens di Bob Carruthers, Ronald Davis e Dennis Hedlund (2000)

## Dediche e omaggi
- Peter Paul Rubens è il primo artista citato da Charles Baudelaire nella poesia I Fari, tratta dalla raccolta I fiori del male.[11]
- Ad Anversa, dove Rubens morì, gli è stato dedicato un monumento, situato nella Groenplaats.[12]
- Al pittore fiammingo è dedicato l’asteroide 10151 Rubens.